# Yamina Halata
Yamina Halata –en árabe, يمينة حلاطة– (nacida el 4 de septiembre de 1991) es una deportista argelina que compite en judo. Ganó una medalla en los Juegos Panafricanos de 2019, y tres medallas en el Campeonato Africano de Judo entre los años 2019 y 2022.

## Palmarés internacional
| Juegos Panafricanos | Juegos Panafricanos         | Juegos Panafricanos | Juegos Panafricanos |
| Año                 | Lugar                       | Medalla             | Categoría           |
| ------------------- | --------------------------- | ------------------- | ------------------- |
| 2019                | Rabat (Marruecos)           | Medalla de plata    | –57 kg              |
| Campeonato Africano |                             |                     |                     |
| Año                 | Lugar                       | Medalla             | Categoría           |
| 2019                | Ciudad del Cabo (Sudáfrica) | Medalla de bronce   | –57 kg              |
| 2021                | Dakar (Senegal)             | Medalla de bronce   | –57 kg              |
| 2022                | Orán (Argelia)              | Medalla de oro      | –57 kg              |